# Sha Tin
Sha Tin (även Shatin, kinesiska: 沙田, pinyin: Shatian, "sandfälten") är ett administrativt distrikt i Hongkongs Nya territorierna, tillika en av Hongkongs äldsta så kallade Nya städer, (förorter). Här ligger en av Hong Kongs två galoppbanor, Sha Tin Racecourse. 
Rakt genom distriktet rinner Shing Mun-floden. 
Sha Tin har 628 634 invånare på en yta av 69km². 

## Externa länkar

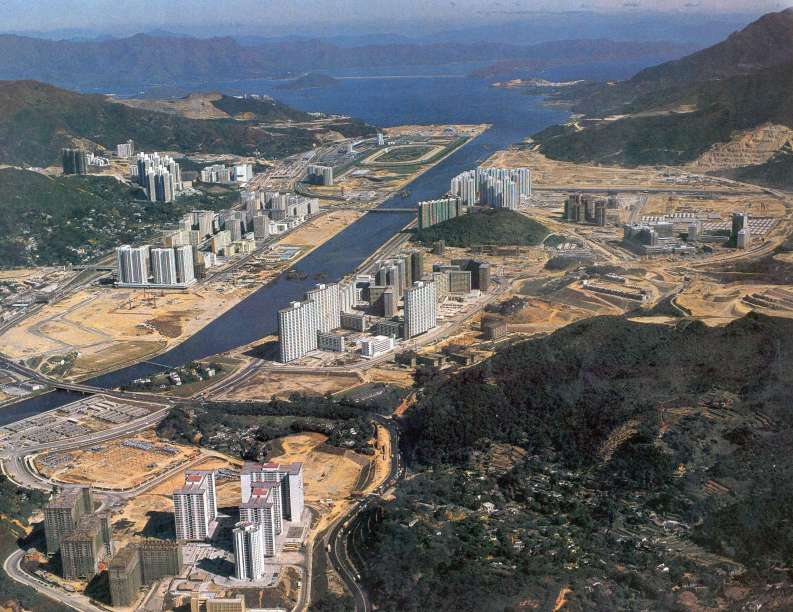
Staden Sha Tin och Shing Mun-floden